# Franz Abelmann (Manager)
Franz Abelmann (* 29. Juni 1905 in Bad Lauterberg im Harz; † 19. Dezember 1987) war ein deutscher Manager.

## Werdegang
Franz Abelmann (* 29. Juni 1905; † 19. Dezember 1987 in Wehr) war ein deutscher Industriemanager und langjähriger Geschäftsführer des Chemieunternehmens CIBA-GEIGY GmbH in Wehr (Baden-Württemberg). Er spielte eine zentrale Rolle in der Entwicklung der deutschen Niederlassung des internationalen Chemiekonzerns und trug wesentlich zum Wirtschaftswachstum der Region bei.
Leben und Karriere
Franz Abelmann trat 1927 in die Ciba AG ein, eine Tochtergesellschaft der Chemischen Industrie Basel (CIBA). Ursprünglich in Berlin ansässig, wurde die deutsche Niederlassung des Unternehmens 1943 nach Wehr in einige Fabrikhallen der Teppichfabrik Wehra AG verlegt, nachdem die Anlagen
in Berlin durch Bombenangriffe im Zweiten Weltkrieg zerstört worden war. Unter Abelmanns Führung begann in Wehr zunächst eine provisorische Produktion, bevor ab 1949 von dem Karlsruher Architekten Prof. Dr. Eiermann ein modernes Firmengelände errichtet wurde.
Als Generaldirektor und später Vorsitzender des Vorstands führte Abelmann die Ciba AG durch mehrere Umstrukturierungen. 1971 fusionierte die deutsche Ciba AG mit der Geigy-Verkaufsgesellschaft zur Ciba-Geigy AG. 1975 erfolgte die Umwandlung in die CIBA-GEIGY GmbH, deren Hauptsitz in Wehr blieb. Unter Abelmanns Leitung entwickelte sich das Unternehmen zu einem wichtigen Akteur in der Pharma- und Chemiebranche und zu einem bedeutenden Arbeitgeber in der Region.
Abelmann zog sich 1973 aus dem operativen Geschäft zurück und wechselte in den Aufsichtsrat, dem er bis 1978 angehörte. Zusätzlich war er Vorsitzender des Arbeitgeberverbandes Chemie Baden-Württemberg und Beiratsmitglied der Deutschen Bank AG.
Würdigung und Vermächtnis
Franz Abelmann wurde für seine Verdienste mit dem Bundesverdienstkreuz I. Klasse ausgezeichnet. Nach seinem Tod im Jahr 1987 ehrte ihn u. a. das Unternehmen als außergewöhnliche Persönlichkeit, deren Vision und Engagement die Entwicklung der deutschen Ciba-GEIGY GmbH nachhaltig geprägt haben.

## Ehrungen
- 1967: Verdienstkreuz 1. Klasse der Bundesrepublik Deutschland